# Amiran Karndanof
Amiran Karndanof (griechisch Αμιράν Καρντάνοφ, russisch Амиран Авданович Карданов Amiran Awdanowitsch Kardanow; * 19. August 1976 in Tschikola, Irafski rajon, Nordossetische ASSR) ist ein griechischer Ringer. Er gewann bei den Olympischen Spielen 2000 in Sydney eine Bronzemedaille im freien Stil im Fliegengewicht.

## Werdegang
Amiran Karndanof begann 1987 als Jugendlicher in Nordossetien (Russland) mit dem Ringen. Er konzentrierte sich auf den freien Stil und kämpfte als Erwachsener bei einer Größe von 1,56 Metern immer in der leichtesten Gewichtsklasse, dem Fliegengewicht, seit 2002 dem Bantamgewicht. Im Alter von 18 Jahren wurde er vom russischen Ringerverband zur Junioren-Weltmeisterschaft in Budapest entsandt und feierte dort einen gelungenen Einstand bei internationalen Meisterschaften. Er wurde in Budapest gleich Junioren-Weltmeister im Fliegengewicht vor Bae Jin-kuk, Südkorea und Reza Azimi, Iran. 1995 war er auch bei der Junioren-Weltmeisterschaft (Espoirs = Altersgruppe bis zum 20. Lebensjahr) in Teheran am Start, kam dort aber nur auf den 7. Platz.
1996 ging er aus wirtschaftlichen Gründen, Ringen ist sein Beruf, nach Griechenland und wurde dort sofort eingebürgert. Er wurde Mitglied des Ringerclubs WC Iraklis Piresteri und wird bzw. wurde dort von Christos Alexandridis und Panagotis Koutsoupakis trainiert. Bereits bei der Europameisterschaft 1996 in Budapest und bei den Olympischen Spielen 1996 in Atlanta konnte er für Griechenland an den Start gehen. Er kam aber bei beiden Veranstaltungen nicht in den Medaillenbereich. In Budapest kam er auf den 7. Platz und in Atlanta landete er nach Niederlagen gegen Atscham Achilow aus Usbekistan und Lou Rosselli aus den Vereinigten Staaten gar nur auf den 16. Platz.
1997 wurde er bei der Europameisterschaft und bei der Weltmeisterschaft nicht eingesetzt. Bei den Mittelmeer-Spielen in Bari kam er im Fliegengewicht nur auf den 4. Rang.
Ein großer Schritt nach vorne gelang Amiran Karndanof dann im Jahre 1998. Er gewann bei der Europameisterschaft in Bratislava mit dem 3. Platz der erste Medaillengewinn bei einer internationalen Meisterschaft im Seniorenbereich. Auf dem Weg zur Bronzemedaille besiegte er dabei u. a. Armen Mkrttschjan aus Armenien, Namig Abdullajew aus Aserbaidschan und Murad Ramasanow aus Russland. Dieses gute Ergebnis konnte er dann bei der Weltmeisterschaft  dieses Jahres in Teheran bestätigen. Dort besiegte er Ping Huiniu aus der Volksrepublik China, Oleksandr Sacharuk aus der Ukraine, Jung Soon-woo aus Südkorea, Vasili Zeiher aus Deutschland und Tschetschenol Mongusch aus Russland. Den Weg in das Finale versperrte im Samuel Henson aus den Vereinigten Staaten, gegen den er in seinem zweiten Kampf eine Niederlage einstecken musste. Den Kampf um eine WM-Bronzemedaille verlor er gegen Gholamreza Mohammadi aus dem Iran (1:3 Punkte).
Im Jahre 1999 konnte Amiran Karndanof nicht an die Erfolge von 1998 anknüpfen. Er verlor bei der Europameisterschaft in Minsk in seinem ersten Kampf gegen Oleksandr Sacharuk und belegte deshalb nur den 11. Platz und bei der Weltmeisterschaft dieses Jahres in Ankara kam er zwar zu Siegen über Witali Railean aus Moldawien und Wassili Zeiher, er unterlag aber dann gegen Gholamreza Mohammadi und erreichte deshalb nur den 10. Platz.
Wegen des schlechten Abschneidens bei den internationalen Meisterschaften 1999 musste Amiran Karndanof im Frühjahr des Jahres 2000 vier schwere Olympia-Qualifikations-Turniere bestreiten, bei denen er fast um die ganze Welt reisen musste, bis er die für einen Start bei den Olympischen Spielen 2000 in Sydney nötigen Punkte zusammen hatte. Das waren Turniere in Minsk (6. Platz), Leipzig, (14. Platz), Tokio (5. Platz) und Mexiko-Stadt (6. Platz). Wegen dieses strapaziösen Modus für die Ringer geriet der Internationale Ringerverband (FILA), ein fünftes Turnier, an dem Amiran Karndanof nicht teilnahm, fand in Alexandria statt, in starke Kritik und änderte danach dieses Verfahren. Trotz dieser Anstrengungen, oder vielleicht gerade deswegen, war er bei der Europameisterschaft 2000 in Budapest in guter Form und unterlag im Kampf um die EM-Bronzemedaille dem Bulgaren Iwan Djorew nur knapp mit 5:6 Punkten. Bei den Olympischen Spielen steigerte er sich weiter und besiegte Witali Railean, Behnam Tayyebi und Tümendembereliin Dsüünbajan aus der Mongolei. Im Kampf um den Einzug in das Finale unterlag er gegen Namig Abdullajew, gewann aber danach den Kampf um eine olympische Bronzemedaille gegen German Kontojew aus Belarus mit 5:4 Punkten.
In den folgenden Jahren gewann Amiran Karndanof bei drei Europameisterschaften weitere Medaillen. 2001 wurde er in Budapest Vize-Europameister, wobei er im Finale gegen Ghenadie Tulbea aus Moldawien nur knapp mit 5:6 Punkten unterlag. 2003 wurde er in Riga erneut Vize-Europameister. Im Finale unterlag er in Riga seinem alten Rivalen Namig Abdullajew. 2006 gewann er schließlich in Moskau eine Bronzemedaille, die er sich mit einem 5:1-Punktsieg über Wladislaus Andrejew aus Belarus erkämpfte.
Bei den Weltmeisterschaften jener Jahre war er nicht so erfolgreich. Das beste Resultat, das er erreichte, war ein 6. Platz bei der Weltmeisterschaft 2006 in New York. Er gewann dort u. a. über Bessarion Gotschaschwili aus Georgien. Den Einzug in die Kämpfe um die Medaillen verwehrte im dort der Iraner Mohamad Aslani, der ihn nach Punkten besiegte.
Ein erfolgreiches Jahr für Amiran Karndanof war auch noch das Jahr 2004. Er belegte in jenem Jahr bei der Europameisterschaft in Ankara den 4. Platz und erreichte diesen Platz auch bei den Olympischen Spielen in Athen und verfehlte damit nur ganz knapp eine weitere olympische Medaille. Er kam in Athen zu drei Siegen, verlor aber gegen den späteren Olympiasieger Mawlet Batirow aus Russland und im Kampf um eine Bronzemedaille gegen Chikara Tanabe aus Japan.
Die internationale Karriere von Amirna Karndanof ging im Jahre 2008 zu Ende, als es ihm nicht mehr gelang, sich für die Olympischen Spiele in Peking zu qualifizieren. In der deutschen Bundesliga ist er aber weiterhin sehr aktiv. Er ringt in der Saison 2010/11 für den KSV Aalen 05, nachdem er vorher schon für den VfK Schifferstadt, den KSV Witten 07 und den 1. Luckenwalder SC an der Start gegangen war.
Im Jahre 2002 sah sich Amiran Karndanof in Griechenland dem Vorwurf ausgesetzt, er habe seine schnelle Einbürgerung im Jahre 1996 durch die Vorlage falscher Dokumente beschleunigt. Offensichtlich konnte er diese Vorwürfe aber entkräften, denn er startete auch danach noch für Griechenland.

## Internationale Erfolge
| Jahr | Platz  | Wettbewerb                                         | Gewichtskl. | Ergebnis |
| 1994 | 1.     | Junioren-WM in Budapest                            | bis 54 kg   | vor Bae Jin-kuk, Südkorea u. Reza Azimi, Iran |
| 1995 | 7.     | Junioren-WM (Espoirs) in Teheran                   | Fliegen     | Sieger: Behnam Tayyebi, Iran vor Atscham Achilow, Usbekistan u. Oleksandr Sacharuk, Ukraine |
| 1996 | 7.     | EM in Budapest                                     | Fliegen     | Sieger: Wladimir Togusow, Belarus vor Iwan Zonow, Bulgarien u. Namig Abdullajew, Aserbaidschan |
| 1996 | 16.    | OS in Atlanta                                      | Fliegen     | nach Niederlagen gegen Atscham Achilow u. Lou Rosselli, USA |
| 1997 | 4.     | Mittelmeer-Spiele in Bari                          | Fliegen     | hinter Mevlana Kulaç, Türkei, David Legrand, Frankreich u. Yussip Al Orabi, Syrien |
| 1998 | 3.     | EM in Bratislava                                   | Fliegen     | nach Siegen über Helmut Mühlbacher, Österreich u. Armen Mkrttschjan, Armenien, einer Niederlage gegen Murad Ramasanow, Russland u. Siegen über Namig Abdullajew, Wassili Zeiher, Deutschland u. Murad Ramasanow                                                    |
| 1998 | 4.     | WM in Teheran                                      | Fliegen     | nach einem Sieg über Ping Huiniu, Volksrepublik China, einer Niederlage gegen Samuel Henson, USA, Siegen über Oleksandr Sacharuk, Jung Soon-woo, Südkorea, Wassili Zeiher u. Tschetschenol Mongusch, Russland u. einer Niederlage gegen Gholamreza Mohammadi, Iran |
| 1999 | 11.    | EM in Minsk                                        | Fliegen     | nach einer Niederlage gegen Oleksandr Sacharuk u. einem Sieg über Jaanek Lips, Estland |
| 1999 | 10.    | WM in Ankara                                       | Fliegen     | nach Siegen über Witali Railean, Moldawien u. Wassili Zeiher u. einer Niederlage gegen Gholamreza Mohammadi |
| 2000 | 6.     | Olympia-Qualifikations-Turnier in Minsk            | Fliegen     | Sieger: Samuel Henson vor Hibo Meng, China u. German Kontojew, Belarus |
| 2000 | 14.    | Olympia-Qualifikations-Turnier in Leipzig          | Fliegen     | Sieger: German Kontojew vor Namig Abdullajew u. Nurdin Donbajew, Kirgisistan |
| 2000 | 5.     | Olympia-Qualifikations-Turnier in Tokio            | Fliegen     | hinter Chikara Tanabe, Japan, Namig Abdullajew, Wassili Zeiher u. Nurdin Donbajew |
| 2000 | 6.     | Olympia-Qualifikations-Turnier in Mexiko-Stadt     | Fliegen     | Sieger: Mike Mena, USA vor Michail Japaridse, Kanada u. David Legrand, Frankreich |
| 2000 | 4.     | EM in Budapest                                     | Fliegen     | hinter Oleksandr Sacharuk, Leonid Tschutschunow, Russland u. Iwan Djorew, Bulgarien |
| 2000 | Bronze | OS in Sydney                                       | Fliegen     | nach Siegen über Witali Railean, Behnam Tayyebi u. Tümendembereliin Dsüünbajan, Mongolei, einer Niederlage gegen Namig Abdullajew u. einem Sieg über German Kontojew                                                                                               |
| 2001 | 2.     | EM in Budapest                                     | Fliegen     | nach Siegen über Dougar Schamsujew, Russland, Fekri Memsi, Mazedonien, Gotcha Kirkitadse, Georgien u. Mevlana Kulaç u. einer Niederlage gegen Ghenadie Tulbea, Moldawien                                                                                           |
| 2001 | 1.     | Mittelmeer-Spiele in Tunis                         | Fliegen     | vor Firas Al Ali Rifae, Syrien u. Muhyettin Uzun, Türkei |
| 2001 | 10.    | WM in Sofia                                        | Fliegen     | nach Siegen gegen Ion Blidari, Rumänien u. Kim Hyo-sub, Südkorea u. einer Niederlage gegen Dilschod Mansurow, Usbekistan |
| 2002 | 11.    | EM in Baku                                         | Fliegen     | nach einem Sieg über Nazim Alidjanow, Aserbaidschan u. Niederlagen gegen Bessarion Gotschaschwili, Georgien u. Ercin Cetin, Türkei |
| 2002 | 13.    | WM in Teheran                                      | Bantam      | nach einer Niederlage gegen Oularbek Tuganbai, Kirgisistan u. einem Sieg über Michail Japaridse |
| 2002 | 6.     | Militär-WM in Tallinn                              | Bantam      | Sieger: Alexander Chawelow, Ukraine vor Murad Ramasanow u. Daniel Wilde, Deutschland |
| 2003 | 2.     | EM in Riga                                         | Bantam      | nach Siegen über Oleksandr Sacharuk, Alexander Kaminski, Belarus u. Ramazan Demir, Türkei u. einer Niederlage gegen Namig Abdullajew |
| 2003 | 6.     | WM in New York                                     | Bantam      | nach Siegen über Bessarion Gotschaschwili, Roman Kollar, Slowakei u. Baurschan Orasgalijew, Kasachstan u. einer Niederlage gegen Mohamad Aslani, Iran |
| 2004 | 4.     | EM in Ankara                                       | Bantam      | nach einem Sieg über Namig Sewdimow, Aserbaidschan und Niederlagen gegen Geworg Markarjan, Armenien und Mawlet Batirow, Russland u. Iwan Djorew, Bulgarien |
| 2004 | 4.     | OS in Athen                                        | Bantam      | nach Siegen über O Song Nam, Nordkorea, Harun Doğan, Türkei u. Martin Berberjan, Armenien u. Niederlagen gegen Mawlet Batirow u. Chikara Tanabe |
| 2006 | 3.     | EM in Moskau                                       | Bantam      | nach einem Sieg über Julien Thomas, Frankreich, einer Niederlage gegen Namig Abdullajew u. Siegen über Krasimir Krastanow, Bulgarien u. Wladislaus Andrejew, Belarus                                                                                               |
| 2006 | 10.    | WM in Guangzhou                                    | Bantam      | nach Siegen über Igor Skilski, Ukraine u. Ghenadie Tulbea u. einer Niederlage gegen Namig Abdullajew |
| 2007 | 21.    | WM in Baku                                         | Bantam      | nach Niederlagen gegen Bajaraagiin Naranbaatar, Mongolei u. Sezer Akgül, Türkei |
| 2008 | 17.    | EM in Tampere                                      | Bantam      | nach einer Niederlage gegen Ghenadie Tulbea |
| 2008 | 7.     | Olympia-Qualifikations-Turnier in Martigny/Schweiz | Bantam      | Sieger: Radoslaw Welikow, Bulgarien vor Kim Hyo-sub |
| 2008 | 16.    | Olympia-Qualifikations-Turnier in Warschau         | Bantam      | Sieger: Yang Kyong-il, Nordkorea vor Bessarion Gotschaschwili |

## Erläuterungen
- Alle Wettbewerbe im freien Stil
- OS = Olympische Spiele, WM = Weltmeisterschaft, EM = Europameisterschaft
- Fliegengewicht, Gewichtsklasse bis 1996 bis 52 kg, von 1997 bis 2001 bis 54 kg Körpergewicht, danach abgeschafft, Bantamgewicht, seit 2002 bis 55 kg Körpergewicht